# Bottens
Bottens es una comuna suiza situada en el distrito de Gros-de-Vaud, en el cantón de Vaud. Tiene una población estimada, a fines de 2021, de 1356 habitantes.